# Horrorfilm
A horrorfilm olyan alkotás, amelyben a főhősöknek szembe kell nézniük a borzalmakkal, és gyakran áldozat lesz belőlük. A film végét általában nem zárja megnyugtató lezárás, győzelem vagy happy end.

## Eredete
Az első horror film 1928-ban került bemutatásra Terror címmel[forrás?], amit abban az időben „rémfilmnek” neveztek mivel akkor még nem volt divatos szó a "horror" kifejezés. A hatvanas évek elején megszületett Amerikában a splatter-film, a véres, rohanó, robogó kommerszfilm. Ugyancsak a hatvanas évek végén indult – igaz a legvégén – a "főzombiológusnak" is nevezett George A. Romero. Első és leghíresebb munkája az amatőr szereplőkkel Pittsburgh-ben forgatott fekete-fehér filmje, Az élőhalottak éjszakája (Night of the Living Dead) (1968) volt. A műfaj igazi mesterei közé tartozott Alfred Hitchcock, bár neki csak két filmje lett igazán híres, a Madarak, majd a későbbi időkben feldolgozott Psycho. Hitchcock Psycho-ja – a híres zuhanyzójelenettel – igen erőteljes és véres volt, de fekete-fehérben készült, ezzel is jelezve, hogy egy régebbi stílusú filmkészítési hagyományhoz kötődött a rendezője. Hitchcock nyilatkozta egyszer François Truffaut-nak, aki interjúkötetében idézi a mestert: „... a Psychó-t fekete-fehérben csináltam, de csak azért, hogy ne kelljen azt a rengeteg vért színesben lefilmezni, amikor Janet Leigh-t megölik a zuhany alatt.” Bár a legnagyobb megdöbbenést a kissé fanatikusnak és misztikusnak mondható Az ördögűző adta.

## A horror és a horrorfilm műfajának igaz mesterei régen és ma
A horror, – mint irodalmi műfaj – igazi mestere a méltán elismert és híres Stephen King, aki már több mint 300 könyvet írt. Ő volt az egyetlen a világon, akinek minden könyvéből filmet is készítettek, sőt némely filmben ő is felbukkant kisebb szerepekben. A horror az ő világában pszichotikus jelentést ad, egy új nézőpontot, amit "ha nem látod, jobban félsz"-elvnek nevezünk. Szinte mindenben kipróbálta már magát a vígjátéktól kezdve a krimin keresztül és a thriller műfajáig. Darren Shan a gyermek horror kitűnő művésze, aki, bár kevés könyvet írt, de a Brit Legjobb Könyv díjait minden évben elvitte. Vámpír könyvei szinte fénysebességgel hódítottak az amerikai filmiparban és a könyvesboltokban, az ő horrornézete más értelmet ad a horror szónak, hiszen ő a vámpíroknak is más hatalmat adott mint az előtte lévő írók.
Démon tartalmú könyvei példátlan erőt adtak a képzeletünknek, hiszen ritka példa, hogy egy 20 év körüli férfi hogyan tud egy 14 éves ember bőrébe bújni, úgy gondolkodni és közben démoni erejű eseményeket megélni. Más világokba látogathatunk, szerelmeket érthetünk meg és élhetünk át, az ő könyveivel minden tekintetben csak jól járunk. A horrorfilmek világa egy olyan átfogó, vizuális képet alkot a félelemről, a legendákról, a történelemről, és a korunk világáról, hogy ez szinte ma már kimeríthetetlen téma.

A klasszikus horrorfilmek valódi mestere természetesen ennek a műfajnak az atyja, Alfred Hitchcock. Ő megteremtette a horrornak azt a lényegét, és a világ szemléletének is a lényegét, miszerint "a kevesebb néha több". Olyan elemekkel dolgozott amelyek nem közvetlen mutatják a borzalmat, a vért, és a látványt, hanem ráment ezeknek az úgynevezett pszichikai valójára. Így teremtett világrendű életművet. Nem szabad kifelejtenünk a méltán híres és elismert Stanley Kubrickot sem, aki a Stephen King által írt Ragyogás c. pszicho-horrorfilmjével került a köztudatba és hozott létre egy úgynevezett "pszichikai horrorfilmet", mint "műfajon belüli műfajt". Korunk egyik leghíresebb kortárs horrorfilmrendezője George A. Romero, aki kifejezetten egész életében csak horrorfilmeket forgatott, s így vált híressé olyan filmekkel mint a Holtak hajnala, Halálos árnyék, Creepshow, vagy Holtak naplója c. filmekkel. A kevés repertoárból is leginkább csak Stephen King történetekkel dolgozott.

## A horrorfilmek fajtái, lényege
A horrorfilmek jellemző félelemkeltő jelenségei a szörnyek, sorozatgyilkosok, démonok, gonosz lelkek, kísértetek, vámpírok, farkasemberek és zombik. Emiatt a horrorfilmeket két fajta kategóriába sorolhatjuk, leszámítva a filmek megszokott, rendszerezett elemzésének, értelmezésének pontjait.:
- Pszichés horrorfilm: A Pszichés horrorfilm lényege, hogy olyan dologgal émelyítse a félelem állapotába a nézőt, amelyet nem látunk, még csak szinte nem is létezik, nem jelenik meg a képernyőn, de félünk tőle. (Megszólít az éjszaka, Dolores, Bilincsben, Hasznos holmik, Árnyék nélkül, Psycho, Ragyogás stb.)
- Vizuális horrorfilm: Olyan horrorfilm, amely kimondottan látható, a filmben tapintható, minden tekintetben érezhető jelenséggel kívánja a félelmet, a riadtságot előcsalni belőlünk, például farkasemberekkel, vámpírokkal. (Cujo, Creepshow, Holtak hajnala, Holtak háza, Sötétség, Frankenstein, Christine, Rémálom az Elm utcában, Madarak, Nosferatu stb.)

A horrorfilmek az utóbbi évtizedekben átalakultak, és a tényleges félelemkeltés helyett gyakran csupán a drasztikus, brutális, gyakran öncélúan túlzó halálnemek bemutatásában merül ki tartalmuk. Számos alkategóriája alakult ki (trash, gore stb.), amikben tovább fokozták ezeket a történéseket, ezáltal csak egy szűk, "elfajzott" réteg számára nyújtva szórakozást. Habár a horrorfilm jellege miatt sosem volt és nyilván nem is lesz a szélesebb nézőközönség által látogatott produkció, míg régebben egy-egy horrorfilm akár műfajteremtő vagy újító is tudott lenni és sokak elismerését is elnyerhette, addig mostanra szinte csakis véres, drasztikus, gusztustalan halálnemek és történések szalonképtelen halmazává silányult, amit a sokszor tehetségtelen színészi alakítások tovább rontanak. Nem beszélve az olyan horrorfilmekről, ahol "nagy igyekezetben" saját paródiájává válik a produkció, vagy ahol a horror "mércéjével" mérve is kevés dolog történik. Sok horrorfilm inkább a művészfilmekkel mutat hasonlóságot, azok egy válfajaként megjelenve.
A magyarázat a minőségromlásra főleg anyagi természetű okokra vezethető vissza: sok film kis költségvetésű, így nincs lehetőség nagynevű, tehetséges színészeket vagy forgatókönyvírókat megfizetni. Másrészt a leromlott megítélés és az öncélú erőszakosság miatt maguk az igényesebb filmesek sem igazán érdekeltek egy horrorfilm készítésében részt venni. Ezért manapság kevés meghatározó horrorfilm készül, a többség azonnal DVD-n jelenik meg, különösebb visszhang nélkül, szinte csak a saját szubkultúrájukat kiszolgálva.

## A horrorfilm története

### 2010-es évek
A feldolgozások továbbra is népszerűek, az évtized során számos remake készült: Rémálom az Elm utcában (2010), A tébolyultak (2010), Farkasember (2010), Engedj be! (2010), Ne félj a sötéttől! (2010), Köpök a sírodra (2010), A dolog (2011), Frászkarika (2011), Silent House (2011), Elmebeteg (2012), Silent Night (2012), Rettegés alkonyat után (2014), Poltergeist – Kopogó szellem (2015), Mártírok (2015), Kabinláz (2016), Egyenesen át (2017), Sóhajok (2018), Gyerekjáték (2019), Fekete karácsony (2019).
Stephen King műveiből is több nagy és kisebb költségvetésű horrorfilmes adaptáció készült a 2010-es években: Carrie (2013), Egy jó házasság (2014), Mercy (2014), Az (2017), Bilincsben (2017), 1922 (2017), A Setét Torony (2017), Az – Második fejezet (2019), Kedvencek temetője (2019), Álom doktor (2019), A magas fűben (2019). A televízióban is népszerűek Stephen King regényei, hiszen az amerikai horroríró művei alapján készültek A búra alatt (2013-2015), A köd (2017), a Mr. Mercedes (2017-2019), a Castle Rock (2018-2019) és A kívülálló (2020) című tévésorozatok, illetve a Csontzsák (2011) és a 11.22.63 (2016) című minisorozatok.
Az évtized egyik legnagyobb kritikai és közönségsikere Jordan Peele debütáló rendezése, a Tűnj el! volt, amelyet a legjobb film, a legjobb rendező és a legjobb férfi főszereplő kategóriában is jelöltek Oscar-díjra, az aranyszobrot pedig végül a rendező vehette át a legjobb eredeti forgatókönyvért a 90. Oscar-gálán. A négy és fél millió dollárból forgatott misztikus horrorfilmet emellett két Golden Globe-díjra is jelölték (legjobb drámai film, legjobb férfi színész (komédia vagy musical)), Jordan Peele továbbá a legjobb rendezőnek járó Independent Spirit díjat is átvehette filmjéért, amely 255 millió dolláros bevételt ért el világszerte.
A 2012-ben alapított, függetlenfilmeket forgalmazó A24 filmstúdió nevéhez olyan emlékezetes horrorfilmek fűződnek az évtizedből, mint A felszín alatt (2013), az Agyar (2014), a Green Room (2016), a The Blackcoat's Daughter (2017) és az It Comes at Night (2017). Az A24 filmstúdióhoz kötődik az évtized két legfontosabb szerzői horrorfilmesének indulása is: 2015-ben mutatták be Robert Eggers A boszorkány című első horrorfilmjét, míg Ari Aster bemutatkozó rendezését, az Örökséget 2018-ban kezdték vetíteni. Mindkét rendező 2019-ben jelentkezett második, nem kevésbé emlékezetes horrorfilmjével: a jelentős részben Magyarországon forgatott Fehér éjszakákat július 3-án, A világítótoronyt pedig október 18-án mutatták be az amerikai mozik.
A Netflix saját gyártású horrorfilmjei közül pozitív kritikákat kapott többek között A rítus (2017), a Cargo (2017), A tökéletesség (2018), az Apostol (2018), a Josh Malerman regényéből készült Madarak a dobozban pedig a negatív kritikai fogadtatás ellenére döntött nézettségi rekordot döntött a Netflixen.

## Filmek horrorfilmekről és horrorfilmrendezőkről

### Egész estés játékfilmek
| Magyar cím          | Eredeti cím           | Rendező          | Év   |
| ------------------- | --------------------- | ---------------- | ---- |
| Hitchcock           | Hitchock              | Sacha Gervasi    | 2012 |
| A vámpír árnyéka    | Shadow of the Vampire | E. Elias Merhige | 2000 |
| Érzelmek tengerében | Gods and Monsters     | Bill Condon      | 1998 |

### Egész estés dokumentumfilmek
| Magyar cím | Eredeti cím                             | Rendező               | Év   |
| ---------- | --------------------------------------- | --------------------- | ---- |
| -          | In Search of Darkness                   | David A. Weiner       | 2019 |
| -          | Horror Noire: A History of Black Horror | Xavier Burgin         | 2019 |
| -          | Memory: The Origins of Alien            | Alexandre O. Philippe | 2019 |
| -          | 78/52: Hitchcock's Shower Scene         | Alexandre O. Philippe | 2017 |

### Televíziós dokumentumfilm-sorozatok
| Magyar cím                    | Eredeti cím                  | Év   | Csatorna | Évadok száma | Epizódok száma |
| ----------------------------- | ---------------------------- | ---- | -------- | ------------ | -------------- |
| -                             | Cursed Films                 | 2020 | Shudder  | 1            | 5              |
| Eli Roth – A horror története | Eli Roth's History of Horror | 2018 | AMC      | 1            | 7              |

## Híres horrorfilmek
- Cápa
- Péntek 13
- Psycho
- Ragyogás
- A dolog
- Hatodik érzék
- Frankenstein
- Démonok között
- Az ördögűző
- Halloween
- Madarak
- A láthatatlan ember
- Az operaház fantomja
- Nosferatu
- Ómen
- Rémálom az Elm utcában
- Tükrök
- Holtak hajnala
- A holtak napja
- Holtak földje
- Kaptár
- Fűrész
- Interjú a vámpírral
- A kárhozottak királynője
- Gonosz halott
- A kör
- Magasfeszültség
- Végső állomás
- 28 nappal később
- Szellemhajó
- Viasztestek
- A titkok kulcsa
- Kabinláz
- Egy gyilkos agya
- Feltámadás
- A gépész
- A szem
- 13 kísértet
- Amityville
- Bújócska
- Borzongás
- Jéghideg otthon
- Zombik városa
- Poltergeist – Kopogó szellem
- A texasi láncfűrészes
- Halálos kitérő
- Gyerekjáték
- Az

## Minden idők 20 legjobbra értékelt horrorfilmje[forrás?]
1. A nyolcadik utas: a Halál
2. Psycho
3. Ragyogás
4. A dolog
5. Engedj be!
6. A texasi láncfűrészes mészárlás
7. Rémálom az Elm utcában
8. Madarak
9. Az ördögűző
10. A holtak napja
11. A kör
12. Gonosz halott
13. Nosferatu – Drakula
14. Az
15. Végső állomás
16. Sikoly
17. Péntek 13.
18. Frankenstein
19. Carrie
20. Chucky átka

### Magyar nyelvű szakirodalom

#### Önálló könyvek, kiadványok
- Lichter Péter: 52 hátborzongató film. A Psychótól a Fehér éjszakákig; Scolar, Bp., 2021
- Lichter Péter: 52 kultfilm – A Szárnyas fejvadásztól a Feltörő színekig (Scolar, 2018, ISBN 9789632449456)
- David Lynch, Kristine McKenna: Aminek álmodom (Athenaeum, 2018, ISBN 9789632938134)
- Kárpáti György, Schreiber András (szerk.): A horrorfilm – Válogatott tanulmányok (Kultúrbarlang, 2015, ISBN 9789631237863)
- Orosdy Dániel, Schreiber András: Lucio Fulci & George A. Romero – A horror mesterei (Kontraszt Plusz, 2014, ISBN 9789630833042)
- Prizma filmművészeti folyóirat 7 – Trashfilm (2014, ISBN 9772060905007)
- Pápai Zsolt, Varga Balázs (szerk.): Korszakalkotók – Kortárs amerikai filmrendezők (Tudással a Jövőért Alapítvány, 2013, ISBN 9789630861649)
- Stephen King: Danse Macabre (Európa, 2009, ISBN 9789630787604)
- Mátyás Győző: A látszat birodalma – David Fincher mozija (Gondolat, 2009, ISBN 9789636931506)
- Böszörményi Gábor, Kárpáti György (szerk.): Zsánerben (Mozinet, 2009, ISBN 9789630664974)
- Steven Jay Schneider (szerk.): 101 horrorfilm, amit látnod kell, mielőtt meghalsz (Gabo, 2009, ISBN 9789636893187)
- Vajdovich Györgyi, Varga Zoltán: A vámpírfilm alakváltozatai (Áron/Meridián, 2009, ISBN 9789639210660)
- Böszörményi Gábor, Kárpáti György (szerk.): Grindhouse – A filmtörténet tiltott korszaka (Mozinet, 2007, ISBN 9789630631556)
- Metropolis filmelméleti és filmtörténeti folyóirat 2006/01 – A horrorfilm
- Chris Rodley (szerk.): David Lynch – Beszélgetések (Osiris, 2003, ISBN 9633895251)
- Nagy Zsolt (szerk.): Tömegfilm a nyolcvanas években (Új Mandátum, 2000, ISBN 9639158755)
- Michael Pye, Linda Myles: Mozi-fenegyerekek (Gondolat, 1983, ISBN 963281312x)

#### Cikkek, tanulmányok
- Pápai Zsolt: Fekete alakok, sötét háttér előtt – A horror története 2/1., Filmtett, 2001. augusztus 15.
- Pápai Zsolt: A suspense-tól a sokkig – A horror története 2/2., Filmtett, 2001. szeptember 15.
- Soós Tamás: Realizmus, hazugság, videó – Egyes szám első személyű (E/1) horrorfilmek I., Filmtett, 2010. november 26.
- Soós Tamás: Lencsére fröccsenő vércseppek – Egyes szám első személyű (E/1) horrorfilmek II., Filmtett, 2010. november 29.
- Ritter György: Véplazma-mozi – A bealkonyult vámpírfilm, Filmtett, 2010. július 19.
- Juhász Béla: Vámpírok, őrült tudósok és egyéb rémek bűvöletében – A Hammer stúdió története I., Filmtett, 2010. szeptember 27.
- Juhász Béla: Drakula és Frankenstein brit módra – A Hammer stúdió története II., Filmtett, 2010. szeptember 29.
- Váró Kata Anna: A brit identitás sötét oldala – Az okkultizmus kultusza a 60-as, 70-es évek brit horrorfilmjeiben, Filmtett, 2018. április 19.
- Géczi Zoltán: Angol hidegvérfürdő – Brit horrorfilmek újhulláma, Filmvilág 2007/05
- Sepsi László: Véresen tálalva – Új francia horrorfilmek, Filmvilág, 2001/01
- Soós Tamás: Már erről is Trump tehet? Így lett újra menő a horror, Filmtett, 2018. július 4.

#### Magyar nyelvű honlapok
- Cinegore – A magyar horrorportál
- CreepyShake – Minden, ami horror